# Wilhelm Graf zu Lynar

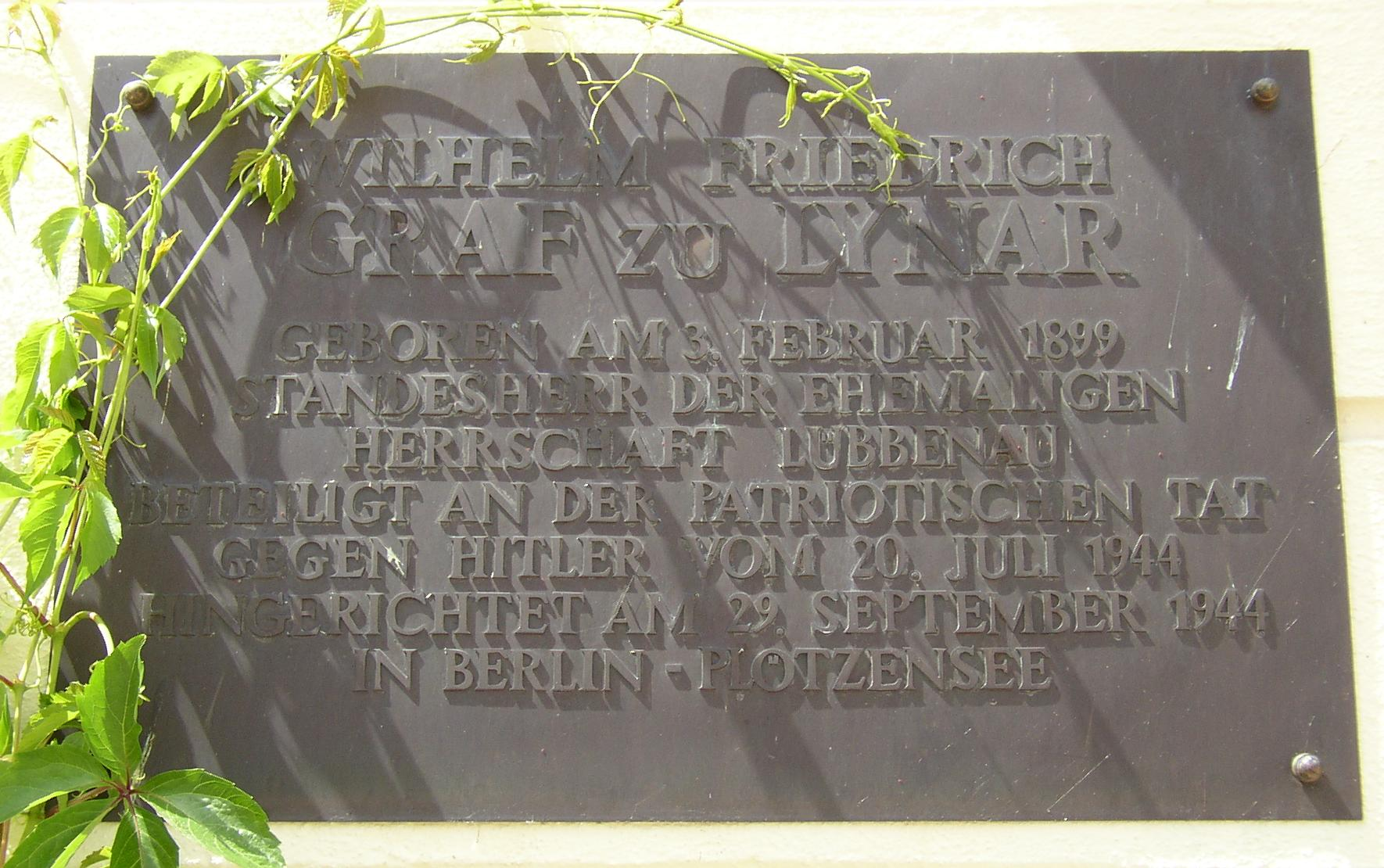
Placa monumental no Castelo Lübbenau

Wilhelm Friedrich Rochus Graf zu Lynar (Berlim, 3 de fevereiro de 1899 – 29 de setembro de 1944, Berlim) foi um militar alemão, participante do atentado de 20 de julho contra Adolf Hitler.
No Castelo Lübbenau atualmente restituído à família está situada uma placa comemorativa a Wilhelm Friedrich Graf zu Lynar.